# Яковлєв Максим Володимирович

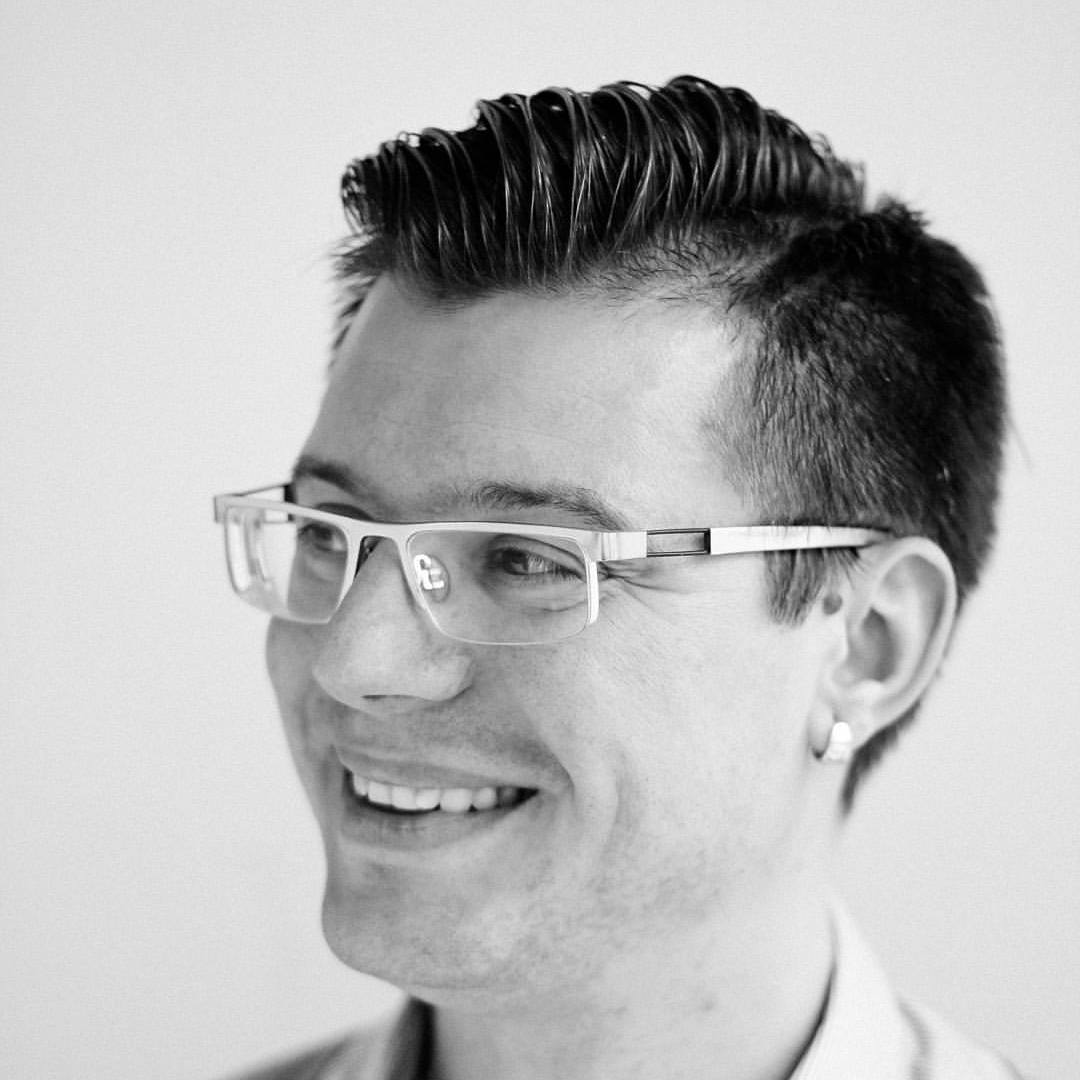
Політолог, завідувач кафедри міжнародних відносин НаУКМА

Яковлєв Максим Володимирович (нар. 26 листопада 1982, Донецьк, Україна) — науковець, перекладач, викладач, кандидат політичних наук, доцент, завідувач кафедри міжнародних відносин Національного університету «Києво-Могилянська академія» і директор Школа політичної аналітики НаУКМА, викладає методи суспільствознавчих досліджень на кафедрі політології, кафедрі соціології, у Школі охорони здоров'я, Школі соціальної роботи (2010—2017 рр.), Школі публічного адміністрування, Докторській школі імені родини Юхименків, для докторантів Могилянської школи журналістики. М. Яковлєв також майже 11 років був українським координатором проекту «Німецькі та європейські студії» з Інститутом політичних наук в Університеті ім. Ф. Шиллера у м. Єна та НаУКМА. Коментує актуальні суспільно-політичні події в Україні та світі, активно викладає поза академічним середовищем, зокрема М. Яковлєв є лектором Української академії лідерства. Його коло наукових інтересів охоплює методи та методологію пізнання й дослідження реальності, а також суспільно-політичні перетворення на пострадянському просторі. 2023-го р. у видавництві Віхола (видавництво) вийшла друком його книга: "Теорії змови: як (не) стати конспірологом". 

## Життєпис

### Освіта
Вищу освіту здобув у Національний університет «Києво-Могилянська академія», з соціальної роботи (бакалавр, 2003 р.) та порівняльної політології (магістр, 2005 р., з відзнакою). Після другого року навчання пішов в академічну відпустку й працював рік волонтером у Данській солдатській християнській місії у м. Фредерисія у Данії. У 2006—2007 рр. навчався в Оксфордському університеті й отримав «Certificate of Studies» з аналізу соціальної політики. Під час навчання в Оксфорді був секретарем Українського товариства Оксфордського університету. Захистив кандидатську дисертацію у 2010 р. на тему «Явище інституційного ізоморфізму у процесах демократичної трансформації постсоціалістичних держав (теорія питання)» в Інститут політичних і етнонаціональних досліджень імені І. Ф. Кураса НАН України. Також навчався і стажувався в Єнському університеті ім. Ф.Шиллера, Ерфуртському, Ваймарському, Маастрихтському університетах.

### Викладацька діяльність
У Києво-Могилянській академії викладає низку курсів з методології досліджень в цілому та кількісних і якісних методів дослідження зокрема: Кількісні і якісні методи політичних досліджень (кафедра політології), Сучасні методи досліджень у політології (кафедра політології), Статистика в охороні здоров'я (школа охорони здоров'я), Методика соціологічних досліджень: сучасні якісні методи (кафедра соціології), Кількісні методи аналізу публічної політики (міждисциплінарна програма «публічне адміністрування») тощо.
У «Культурному проекті» викладав двічі курс «Культура мислення» та міні-курс «Дослідження ідеологій». Ще у студентські роки викладав факультатив зі шведської мови в Київський національний лінгвістичний університет. Викладає курс «Культура мислення» в Українська академія лідерства.

#### Викладання за кордоном
Викладав гостьові курси в Будапештському університеті ім. Корвіна, Університеті імені Коменського в Братиславі, Гельсінському університеті (курс: «Сучасна українська політична культура та її (пост)радянські корені»).[джерело?]

### Перекладацька діяльність
Співпрацює з видавництвом «Наш формат», для якого переклав бестселер нобелівського лауреата Даніеля Канемана «Мислення швидке та повільне» (вийшла у 2017 р) та працю Річарда Флориди «Homo creativus. Як новий клас завойовує світ». М. Яковлєв переклав книгу Джеймса Мейса «Комунізм та дилеми національного визволення. Національний комунізм у радянській Україні 1918—1933 рр.», що була опублікована видавництвом «Комора», а також разом з Павлом Біликом переклав книгу Майкла Волффа «Вогонь і лють. Всередині Білого дому Трампа» для видавництва «Книголав». У перекладі М. Яковлєва зі шведської мови у Національному академічному драматичному театрі імені Івана Франка відбулась прем'єра п'єси класика шведської та світової літератури Авґуста Стріндберга «Ерік XIV» про долю короля Швеції Еріка XIV у постановці Станіслава Мойсеєва, головні ролі в якій виконують Нищук Євген Миколайович, Богданович Олексій Володимирович та ін. У Видавництві Києво-Могилянської академії в його перекладі з німецької вийшла книжка Б. Колєр-Кох та М. Яхтенфукса «Європейська інтеграція». М. Яковлєв також перекладав дитячу літературу для видавництва «Egmont».

#### Нагороди
Лауреат 2009 Фонду випускників НаУКМА «Кращий англомовний курс» — за курс «Basic Statistics», який отримав високу оцінку експертів та студентів НаУКМА за структурованість викладу матеріалу та професійну організацію групової роботи аудиторії слухачів[джерело?]. Максим Яковлєв двічі перемагав у конкурсі «Викладач року» факультету соціальних наук та соціальних технологій НаУКМА (2012 та 2020)[джерело?]. Поліглот, захоплюється іноземними мовами, оперою та сучасним мистецтвом. Коментує актуальні суспільно-політичні події в Україні та світі.

## Публікації
1. Yakovlyev M., Gumenyuk O. The Picture of Social and Political Transformations in Postsocialists Countries According to Selected Transformation Indices // Magisterium — Political Sciences — Issue 46/2012. — pp. 42-46.
2. Yakovlyev M.V. Using case-study as a political science research methods: an attempt at typology // Naukovi zapysky NaUKMA, V. 121, Politychni nauky. — Kyiv, 2011. — pp. 13-16.
3. Haran’ A., Yakovlev M. 20 Years of Independent Ukraine: Development Lessons // Vestnik instituta Kennana v Rossii. — Vypusk 20. — Moscow, 2011. — pp. 35-44.
4. Yakovlyev M.V. Techniques and algorithms for analysis of visuals: delimitating qualitative and quantitative approaches // Naukovi zapysky NaUKMA, V. 122, Sotsiologichni nauky. — Kyiv, 2011. — pp. 9-13.
5. Yakovlyev M.V., Kabachenko N.V. Education and vocational training of social workers: an overview of world practices // Naukovi zapysky NaUKMA. V. 128, Pedagogichni, psykhologichni nauky i sotsialna robota. — Kyiv, 2011.– pp. 54-60.
6. Melykh O.V., Yakovlyev M.V. Organization of financial controlling department in the company: statistical analysis // Naukovi zapysky NaUKMA. V. 120, Ekonomichni Nauky. — Kyiv, 2011.– pp. 61-65.
7. Yakovlyev M.V. Factor analysis of causes of social and political transformations in Bertelsmann transformation index 2010 // Naukovi zapysky NaUKMA. V.108, Politychni Nauky. — 2010.– pp.12-16.
8. Yakovlyev M.V. Comparison of Factor Rotation Methods in Factor Analysis of Social and Economic Transformations // Proceedings of 10th All-Ukrainian Conference «Statystychna otsinka sotsialno-ekonomichnogo rozvytku». — Khmelnytsky, 2010. — pp. 99-101.
9. Yakovlyev M.V. Studying the Processes of Political and Institutional Interactions: Defining the Terms // Naukovi zapysky NaUKMA. V. 82., Politychni Nauky. — Kyiv, 2008.– pp. 69-73.
10. Yakovlyev M.V. Impact of Institutional Isomorphism on the Processes of Democratic Consolidation in Ukraine // Visnyk Odes'kogo Universytetu im. Mechnykova. Vol. 13, No. 5, Sotsiologiya i politychni nauky. — Odesa, 2008. — pp. 776—783.
11. Yakovlyev M.V. Specifics of Interaction Environment between Donors and Acceptors of Institutional Transformations: the Case of EU and Ukraine // Naukovyy visnyk Uzhgorods'kogo Universytetu. Seriya Politologiya, Sotsiologiya, Filosofiya. Vol. 9 /. — Uzhgorod, 2008 — pp. 268—273.
12. Yakovlyev M.V. Elements of Contextual Analysis of Political-Institutional Interactions // Grani, No. 5 (61), September-October 2008. — Dnipropetrovs'k, 2008. — pp. 118—122.
13. Yakovlyev M.V., Informal Payments in the Health Care System of Ukraine as a Demonstration of Institutional Isomorphism // Okhorona Zdorovya Ukrayiny. — No. 4 (32), 2008. — Kyiv, 2008. — pp. 140—141.
14. Yakovlyev M.V., Valynkin О. О., Institutional Isomorphism and Harmonisation of the Regional Economical and Political Space // І International Conference «Problems of New Economy Formation in XXI»: Collective Volume. — No. 4. — Dnipropetrovs'k, 2008. — pp. 130—133.
15. Yakovlyev M.V, Institutional Isomorphism in Post-Democracies and Defective Democracies: an Attempt at Logical Analysis // Magisterium, No. 31. Politychni Studiyi. — Kyiv, 2008. — pp. 39-45.
16. Bondar V.S., Yakovlyev, M.V., Possibilities of Application of Qualitative Methods in Researching the Processes of Institutional Transformation // Naukovi zapysky NaUKMA. V. 71, Sotsiologichni Nauky. — Kyiv, 2008.– pp. 3-13.
17. Bondar V.S., Yakovlyev M.V., Multimodal Ethnography as Contemporary Qualitative Research Stream // Naukovi zapysky NaUKMA. V. 72, Sotsiologichni Nauky. — Kyiv, 2009. — pp. 3-6.
18. Yakovlyev M. V., «Pafosnist» as a Factor of Institutional Dysfunction of Ukrainian Politics // Conference papers «Contemporary theoretical and applied research dimensions». — Vol. 16. Yuridicheskie i politicheskie nauki. — Odessa, 2010. — pp. 78-86.